# باشگاه ورزشی حریه
باشگاه ورزشی حریه یک باشگاه ورزشی مالدیوی است که بیشتر به خاطر تیم فوتبالش شناخته می‌شود. آنها از سال ۱۹۹۶ در لیگ برتر مالدیو می‌کردند و در سال ۲۰۰۶ به دسته پایین‌تر سقوط کردند.

## افتخارات
- لیگ برتر مالدیو: ۱ قهرمانی
- جام پومیس: ۱ قهرمانی